# 黑默斯海姆
黑默斯海姆是德国巴伐利亚州的一个市镇。总面积23.83平方公里，总人口678人，其中男性347人，女性331人（2011年12月31日），人口密度28人/平方公里。